# Чкаловський (Асекеєвський район)
Чка́ловський (рос. Чкаловский) — селище у складі Асекеєвського району Оренбурзької області, Росія.

## Населення
Населення — 1709 осіб (2010; 1935 у 2002).
Національний склад (станом на 2002 рік):
- росіяни — 48 %
- татари — 30 %